# Charles-Pierre Coustou
Pour les personnes ayant le même patronyme, voir Famille Coustou.
Charles-Pierre Coustou, est un avocat et architecte français, né à Paris le 28 janvier 1721, et mort dans la même ville le 22 janvier 1797 .

## Biographie
Il est le fils du sculpteur de Guillaume I Coustou et de Geneviève-Julie Morel, et le frère de Guillaume II Coustou.
Il devient membre de l'Académie royale d'architecture en 1762.
Il a été anobli en 1779 et nommé chevalier de l'ordre de Saint-Michel.
Il s'est marié avec Catherine-Madeleine-Ursule Cochois.